# THE BASEBALL 2003 バトルボールパーク宣言 パーフェクトプレープロ野球
『THE BASEBALL 2003 バトルボールパーク宣言 パーフェクトプレープロ野球』（ザ・ベースボール2003 バトルボールパークせんげん パーフェクトプレープロやきゅう）は、2003年3月20日にコナミ（※）からPlayStation 2・ニンテンドー ゲームキューブ用ソフトとして発売されたリアル野球ゲーム。
同年秋に選手データの更新や新要素が追加された『THE BASEBALL 2003 バトルボールパーク宣言 パーフェクトプレープロ野球 秋季号』を発売している（PlayStation 2版のみ）。

## 概要
コナミが『プロ野球JAPAN2001』、『THE BASEBALL 2002 バトルボールパーク宣言』に続いて発売した3作目にあたるリアル系のプロ野球ゲーム。前作から引き続き、日本テレビの当時のプロ野球中継「THE BASEBALL バトルボールパーク宣言」とのタイアップが行われている。
前作はほとんど「プロ野球JAPAN2001」の流用だったが、DVD-ROMを使った今作はグラフィックやスコア表示など全て一新、中でもグラフィックは当時の水準としては高いものとなっている。しかしそのためか、操作が『実況パワフルプロ野球』（パワプロ）シリーズ等に比べてやや難解な部分があり、試合時間も長いのが特徴。この作品で日本テレビとのタイアップが終わりシリーズも終了したが、開発スタッフやゲームシステムは2004年春発売の『プロ野球スピリッツ2004』に受け継がれている。
また、エディットモードの代わりに、様々なチームと試合を重ね能力をあげていく「エンペラーカップモード」があり、これには『パワプロ』の大豪月が登場している。

## 声の出演
実況
- 平川健太郎（日本テレビアナウンサー）
『秋季号』では、ホームラン競争モードのときのみ、山口富士夫が実況を担当。

解説
- 掛布雅之（日本テレビ野球解説者）
- 堀内恒夫（同上）

ベンチリポート
- 蛯原哲（日本テレビアナウンサー）

## エンペラーカップ
オリジナル選手を作成できるモード。システムは『実況パワフルプロ野球'99』の「冥球島編」のように対戦相手を選んで試合を勝ち抜いていくことでポイントを取得し選手を育成するというもの。難易度が高めになっている。
試合に勝つごとに対戦チームの選手1～2人が仲間となり、その後の試合で使うことができる（他のモードで使用することは不可能）。

### 登場チーム
| チーム名         | 登場試合 | 特徴 | 勝利時に仲間になる選手     | 守備位置                                | 球場                 |
| ---------------- | -------- | --- | -------------------------- | --------------------------------------- | -------------------- |
| 佐藤村野球同好会 | 1・2戦   | 選手は全員が佐藤姓。一番弱いチーム。 | 佐藤一（はじめ）           | 一塁手                                  | 地方球場             |
| ヤンキーズ       | 1・2戦   | 選手全員がヤンキー。ユニフォームも特攻服のようなデザイン。 | 時嵐（ときあらし）乱       | 投手                                    | 横浜スタジアム       |
| ハイスクール高校 | 1～3戦   | 外国人の生徒のみで構成された高校。先発のピエールは、ナポレオンフォークというオリジナル変化球を持つ。 | ジョニー・ハースト         | 外野手・一塁手                          | 阪神甲子園球場       |
| 青空少年野球部   | 1～3戦   | 少年野球世界大会優勝を果たしたチーム。序盤に出てくる相手の中では最大の敵。少年野球のチームなので、選手の背丈は小さい。                                                                                      | 浅見健太 浅見勇太          | 投手(健太) 二塁手・遊撃手・三塁手(勇太) | 地方球場             |
| サクラサーカス団 | 2戦      | 2戦目に出るチームでは一番弱い。豪快な打撃フォームの選手が多いが、ミートでつなぐ戦法を取ってくる。 | 江澤俊一                   | 内野手・外野手                          | 千葉マリンスタジアム |
| 鉄板鉄鋼製作所   | 2・3戦   | スタメン全員が鉄壁の守備を誇る社会人野球のチーム。選手の名字には全て金が入る。 | 金光銀二                   | 捕手                                    | 東京ドーム           |
| トード製薬       | 2戦      | 選手全員がオタマジャクシ(中心選手の蛙沼はカエル)の着ぐるみをしている。 | 蛙沼平吉                   | 二塁手                                  | 東京ドーム           |
| うっちゃりハム   | 3・4戦   | 「パワプロ」シリーズのどすこい酒造を彷彿とさせるパワー自慢のチーム(エースの名前が田村)。元力士で構成されたチームだけあり、選手は全員太めの体型。                                                            | 餅田豊                     | 一塁手・外野手                          | 東京ドーム           |
| 菩提樹大学       | 3・4戦   | 名前の通り仏教系の大学で、お坊さんで構成されたチーム。ミートや変化球に長けた選手が多い。 | 鳳凰活明                   | 遊撃手                                  | 明治神宮野球場       |
| イズミノスポーツ | 3・4戦   | 社会人野球の強豪。スポーツ用具メーカーのチームで、親会社のバックアップもありオールマイティーな選手が多い。                                                                                                  | 轟鉄平                     | 遊撃手・外野手                          |                      |
| 彗星大学         | 3・4戦   | 俊足揃いのチームで、スタメン選手の走力がほとんどA。エースの阿久津修平は実況パワフルプロ野球シリーズのサクセスモードに登場する流星高校の投手・阿久津と同じ能力。                                             | 風見俊平                   | 外野手                                  | 明治神宮野球場       |
| 仏契大学         | 3・4戦   | 『実況パワフルプロ野球6』に登場した大学。菩提樹大学とは逆に、速球やパワー自慢の選手が多い。 | 大豪月                     | 投手                                    | 明治神宮野球場       |
| 覇道義塾高校     | 4・5戦   | 高校野球の強豪校。各ポジションに強力な選手が多く、隙の少ないチーム。 | 矢吹裕次郎                 | 三塁手                                  | 阪神甲子園球場       |
| 亜細亜総合公司   | 4・5戦   | 社名の読みは「アジアそうごうコンス(英語表記はASIA CORPORATION)」。メンバー全員が中国人で構成されたチーム。                                                                                                  | 黒侠客（ヘイ・シャコ）     | 外野手                                  | 福岡ドーム           |
| 貴族館大学       | 4・5戦   | 貴族風のヨーロッパ人学生によるチーム。エースのギュスターヴはロイヤルナックルと言う名前のナックルボールを投げる。                                                                                            | ギュスターヴ・ハインリッヒ | 投手                                    | 明治神宮野球場       |
| GGG警備保障      | 4・5戦   | 民間の警備保障会社のチーム。メンバーの一員として実況パワフルプロ野球'98開幕版のサクセスモードに登場した滝本、久方という名前の選手がいる（能力は2人とも実況パワフルプロ野球'99開幕版の冥球島編の時と同じ）。 | 権俵太郎                   | 捕手                                    | 大阪ドーム           |
| 灰徳商事         | 5戦      | 社会人野球の強豪。全チーム中一番の強さを誇る。選手の登録名が役職名であること、主力選手の能力などが「パワプロ」シリーズの黒獅子重工を彷彿とさせる。                                                          | 課長                       | 三塁手・二塁手                          | 大阪ドーム           |

5戦目終了以降の特別試合
- U.S.A（6戦)
アメリカ代表のナショナルチーム。札幌ドームで対戦。打者陣は「パワーヒッター」所持者が多く、どこからでも長打が飛び出す。投手陣も剛速球を誇る。
- パーフェクツ（7戦）
1～6戦目までに4試合以上コールド勝ちをすると登場。札幌ドームで対戦。ロボットによるチーム。
- なお、この2戦では、勝利しても仲間になる選手はいない。

『秋季号』のみ登場するチーム
- ジュニアーズ
サクラサーカス団にかわる最弱のチーム。男性アイドルによって構成され、選手名は名前がカタカナで表記されている。地方球場で対戦。
- 小粒島高校
地区予選で5年連続初戦敗退が続いている弱小高校野球部。非力な選手が多く、守備型のチーム。広島市民球場で対戦。
- 大海原漁業組合
漁師で構成されたチーム。肩とパワーが売りの選手が多い。千葉マリンスタジアムで対戦。
- シグマモーターサイクル
新鋭の社会人チーム。走力の高い選手が多く揃う。ナゴヤドームで対戦。
- OS学園
データ重視の戦いを見せる高校。司令塔の天野を筆頭に、データの分析力はプロも一目置く存在。阪神甲子園球場で対戦。
- アルプス生命
生命保険会社のチーム。エースの伊藤は「マウンテンパーム」というオリジナル変化球を持つ。西武ドームで対戦。
- 七曲大学
大学野球の強豪。左腕エースの倉持はオリジナル変化球「トップスピンカーブ」を筆頭に多彩な変化球を操るプロ注目の投手。明治神宮野球場で対戦。
- 真・完璧野球部
エンペラーカップの1〜6戦目（パーフェクツ戦）までに4試合以上コールド勝ちをすると登場。阪神甲子園球場で対戦。前作の完璧野球部が大幅にグレードアップして登場する。

## 備考
- 本作品で刷新された審判の音声は以後のパワプロシリーズやプロスピシリーズにも受け継がれ、効果音が一新された「プロ野球スピリッツ2019」でも審判に関しては従来のままである。
- この年は日本ハムファイターズが北海道に移転する前だが、移転後の本拠地となる札幌ドーム（2023年にエスコンフィールドHOKKAIDOに移転）をいち早く使用出来るのが特徴だった（日ハムを始めとする複数の球団が主催試合を組んでいたことも影響している）。
- 発売当時の版権はコナミの開発子会社であるコナミコンピュータエンタテインメント大阪（同年5月1日よりコナミコンピュータエンタテインメントスタジオ）が所有していたが、2005年4月1日に同社を吸収したコナミに移行したのち、2006年3月31日にコナミの完全持株会社化に伴い新設された、子会社のコナミデジタルエンタテインメントへ移行した。
- 西武ライオンズの三井浩二にはミツイボールという特有の変化球が投げられる。ただ､曲がりは普通のスクリューと変わらない（なお、現実での三井は同郷出身の松山千春に因み「チハルボール」と名づけている）。
- 『実況パワフルプロ野球9』、『実況パワフルプロ野球9決定版』のサクセスモードで作成した選手のパスワードを入力すれば本作で使用できる（ハードが同じソフトのパスワードのみ使用可能）。この際、リアルな体にパワプロ君の顔をつけることができる。